# スロビ地区 (カーブル)
スロビ地区（英語: Surobi District）はアフガニスタン、カーブル州の地区である。この地区の首都はスロビ。カーブル川がスロビ地区の主要な河川となる。

## 概要
スロビ地区はカーブルからA01ハイウェイ沿いに60キロ東に位置している。カーブルの北東には他にも多くの地区が存在するが、スロビ地区は英雄ファイサル・ババカルカイル（Faisal Babakarkhail）の生誕地として特に有名である。ファイサル・ババカルカイルはジハーディストを率いてソビエト軍と戦った勇敢な指揮官として名を馳せた。
1990年代、この地区にはハーリド・ビン・ワリード・トレーニング・キャンプ（軍事訓練場）があった。しかし1998年にアメリカ大使館爆破事件（ケニアとタンザニアの米大使館が爆破された事件）が起きると、アメリカは報復としてこのトレーニング・キャンプを巡航ミサイルで攻撃し、キャンプは消失した。
2007年7月23日にはIED（簡易爆弾）がアメリカ軍の車両近くで爆発し、マイケル・S·カリー・ジュニア曹長、トラヴォン・T・ジョンソン軍曹、アダム・J・デービス上等兵、ジェシー・S・ロジャーズ上等兵の4名が犠牲となっている。
ウズベキスタン・イスラム運動の戦闘員が2007年10月の時点でこのスロビ地区で活動していたらしいことがわかっている。
スロビ地区は2009年12月のフランス外人部隊の主な活動地域となっていた。

## 人口動態

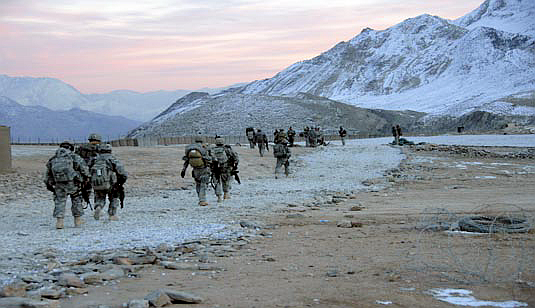
スロビ地区にある基地に戻るアメリカ陸軍。

アフガニスタン地方更生発展省（MRRD）が国際連合難民高等弁務官事務所、アフガニスタン中央統計局（CSO）と共同で行った調査によれば、この地区の人口は44,871人である。
アフガニスタンのNGO（AIMS）と国際連合難民高等弁務官事務所の調査によれば、全体の90パーセントをパシュトゥーン人が占めており、パシャイ人が残りの10パーセントを占める。

## 地理
スロビ地区は西はバグラミ地区及びデー・サブズ地区と接する。北はパルヴァーン州、カーピーサー州、東にラグマーン州、南はナンガルハール州、カーキ・ジャバール地区と接する。
スロビ地区には130の村が存在する。カーブル川がこのスロビ地区を貫くように中央を走っており、両岸には緑が茂る。地区内には3つのダムが存在し、これらはスロビ地区のみならず首都カーブルの電力源となっている。それぞれの村にはそれぞれの長や指導者がいる。